# جان كاريوكا
جان كاريوكا (1 يونيو 1988 في البرازيل - ) هو لاعب كرة قدم برازيلي في مركز الوسط. لعب مع أتلتيكو براغانتينو وبوتافوغو ريغاتاس وسكودا زانثي ونادي أيه بي سي ونادي بونتي بريتا ونادي فيغورينسي ونادي كوكسي ونادي سي آر بي ونادي تومبينس ونادي تريزه وS.C.U. Torreense ‏ وAssociação Cultural e Desportiva Potiguar ‏ ونادي 15 نوفمبر ‏ وPotiguar Esporte Clube ‏ وEsporte Clube Tigres do Brasil ‏ وسنترو سبورتيفو ألاغوانو.

## وصلات خارجية
- جان كاريوكا على موقع قاعدة بيانات كرة القدم.إي يو (الإنجليزية)
- جان كاريوكا على موقع Soccerway.com (الإنجليزية)
- جان كاريوكا على موقع عالم كرة القدم.نت (الإنجليزية)